# Видавництво імені Олени Теліги
Видавництво імені Олени Теліги — україномовна видавнича організація, діяльність якої спрямована на утвердження, широку пропаганду української національної та державотворчої ідеї. Засноване у серпні 1994 року.
У видавництві побачили світ вже більше 300 найменувань книг — це літературно-художні, наукові, громадсько-політичні, навчальні видання. Видавництво також є засновником і видавцем тижневика «Українське слово», що виходить у Києві, журналів «Розбудова Держави», «Смолоскипи».
Видавництво публікує твори заборонених і невідомих раніше авторів (таких як Олег Штуль-Жданович «Ціною крові», Михайло Ситник «Катам наперекір», Петро Войновський «Моє найбільше щастя»), колишніх політв'язнів (Василь Лісовий «Культура-ідеологія-політика», Микола Руденко «Лірика», Данило Шумук «Пережите і передумане» тощо). Книги видавництва оповідають про життя і діяльність таких видатних особистостей в історії України, як Симон Петлюра, Андрій Мельник, Михайло Грушевський, Олег Ольжич, Олена Теліга,Юрій Бойко-Блохін тощо. Видавництво приділяє увагу висвітленню заборонених раніше і невідомих сторінок історії України, а також знайомить із працями сучасних національних письменників, поетів, вчених.
Президент видавництва — Микола Плав'юк, відомий громадсько-політичний діяч сучасності, кавалер орденів незалежної України — «За заслуги» та «Ярослава Мудрого» 1 і 2-го ступеня.
З 1996 року директоркою видавництва є Інна Білолипецька, головна редакторка — Ольга Веремійчик.